# Liga dos Campeões da UEFA de 2021–22 – Fase Final
A Fase Final da Liga dos Campeões da UEFA de 2021–22 foi disputada entre 15 de fevereiro até 28 de maio de 2022 com a final no Stade de France, na cidade de Saint-Denis, França. Um total de 16 equipes disputam esta fase.
Para as partidas até 27 de março de 2022 (oitavas de final) o horário seguido é o fuso horário UTC+1. Já para as fases seguintes o horário seguido é o fuso horário UTC+2.

## Calendário
O calendário é o seguinte (todos os sorteios são realizados na sede da UEFA em Nyon, Suíça).
| Fase             | Data do sorteio        | Partida de ida                                  | Partida de volta                                |
| ---------------- | ---------------------- | ----------------------------------------------- | ----------------------------------------------- |
| Oitavas de final | 13 de dezembro de 2021 | 15–16 e 22–23 de fevereiro de 2022              | 8–9 e 15–16 de março de 2022                    |
| Quartas de final | 18 de março de 2022    | 5–6 de abril de 2022                            | 12–13 de abril de 2022                          |
| Semifinais       | 18 de março de 2022    | 26-27 de abril de 2022                          | 3-4 de maio de 2022                             |
| Final            | 18 de março de 2022    | 28 de maio de 2022 no Stade de France, em Paris | 28 de maio de 2022 no Stade de France, em Paris |

## Formato
Cada eliminatória, exceto a final, foi disputada em partidas de ida e volta. A equipe que marcar mais gols no total nas duas partidas avança para a próxima fase. Se o placar agregado estiver empatado, então a prorrogação é disputada – nessa edição, a regra do gol fora de casa foi abolida. Se nenhum gol for marcado durante a prorrogação para desempatar o placar agregado, os vencedores serão decididos por disputa por pênaltis. Na final, que será disputada em uma única partida, se o placar estiver empatado ao final do tempo normal, a prorrogação é disputada, seguida de uma disputa de pênaltis se o placar ainda estiver empatado.

## Equipes classificadas
| Grupo | Líderes de grupo  | Vice-líderes de grupo |
| ----- | ----------------- | --------------------- |
| A     | Manchester City   | Paris Saint-Germain   |
| B     | Liverpool         | Atlético de Madrid    |
| C     | Ajax              | Sporting              |
| D     | Real Madrid       | Internazionale        |
| E     | Bayern de Munique | Benfica               |
| F     | Manchester United | Villarreal            |
| G     | Lille             | Red Bull Salzburg     |
| H     | Juventus          | Chelsea               |

## Oitavas de final
O sorteio das oitavas de final foi realizado em 13 de dezembro de 2021. O sorteio teve várias irregularidades: o Manchester United foi incluído por engano no sorteio do adversário do Villarreal (ambos estavam no Grupo F), e posteriormente foi selecionado; outra bola foi então sorteada, com o Manchester City escolhido em seu lugar. Na eliminatória seguinte, o Liverpool foi incluído por engano no sorteio do adversário do Atlético de Madrid (ambos do Grupo B), enquanto o Manchester United foi erroneamente excluído. Mais tarde naquele dia, a UEFA anulou o sorteio original devido a um "problema técnico" com o computador de sorteio, e foi totalmente refeito. As partidas de ida serão disputadas em 15, 16, 22 e 23 de fevereiro, e as partidas de volta em 8, 9, 15 e 16 de março de 2022.
| Equipe 1            | Total | Equipe 2          | 1.º jogo | 2.º jogo |
| ------------------- | ----- | ----------------- | -------- | -------- |
| Red Bull Salzburg   | 2–8   | Bayern de Munique | 1–1      | 1–7      |
| Sporting            | 0–5   | Manchester City   | 0–5      | 0–0      |
| Benfica             | 3–2   | Ajax              | 2–2      | 1–0      |
| Chelsea             | 4–1   | Lille             | 2–0      | 2–1      |
| Atlético Madrid     | 2–1   | Manchester United | 1–1      | 1–0      |
| Villarreal          | 4–1   | Juventus          | 1–1      | 3–0      |
| Internazionale      | 1–2   | Liverpool         | 0–2      | 1–0      |
| Paris Saint-Germain | 2–3   | Real Madrid       | 1–0      | 1–3      |

### Partidas de ida
| 15 de fevereiro de 2022 | Paris Saint-Germain | 1 – 0     | Real Madrid | Parc des Princes, Paris                     |
| 21:00                   | Mbappé 90+4'        | Relatório |             | Público: 47 443 Árbitro: ITA Daniele Orsato |

| 15 de fevereiro de 2022 | Sporting | 0 – 5     | Manchester City                                                | Estádio José Alvalade, Lisboa                |
| 21:00                   |          | Relatório | Mahrez 7' · Bernardo Silva 17', 44' · Foden 32' · Sterling 58' | Público: 48 129 Árbitro: SRB Srđan Jovanović |

| 16 de fevereiro de 2022 | Internazionale | 0 – 2     | Liverpool               | Estádio Giuseppe Meazza, Milão                |
| 21:00                   |                | Relatório | Firmino 75' · Salah 83' | Público: 37 918 Árbitro: POL Szymon Marciniak |

| 16 de fevereiro de 2022 | Red Bull Salzburg | 1 – 1     | Bayern de Munique | Red Bull Arena, Salzburgo                   |
| 21:00                   | Adamu 21'         | Relatório | Coman 90'         | Público: 29 520 Árbitro: ENG Michael Oliver |

| 22 de fevereiro de 2022 | Villarreal | 1 – 1     | Juventus    | Estádio de La Cerámica, Vila-real           |
| 21:00                   | Parejo 66' | Relatório | Vlahović 1' | Público: 17 686 Árbitro: GER Daniel Siebert |

| 22 de fevereiro de 2022 | Chelsea                  | 2 – 0     | Lille | Stamford Bridge, Londres                       |
| 21:00                   | Havertz 8' · Pulisic 63' | Relatório |       | Público: 38 832 Árbitro: ESP Jesús Gil Manzano |

| 23 de fevereiro de 2022 | Atlético de Madrid | 1 – 1     | Manchester United | Estádio Wanda Metropolitano, Madrid         |
| 21:00                   | Félix 7'           | Relatório | Elanga 80'        | Público: 63 273 Árbitro: ROU Ovidiu Hațegan |

| 23 de fevereiro de 2022 | Benfica                           | 2 – 2     | Ajax                   | Estádio da Luz, Lisboa                     |
| 21:00                   | Haller 26' (g.c.) · Yaremchuk 72' | Relatório | Tadić 18' · Haller 29' | Público: 54 760 Árbitro: SVN Slavko Vinčić |

### Partidas de volta
| 8 de março de 2022 | Bayern de Munique                                                               | 7 – 1     | Red Bull Salzburg | Allianz Arena, Munique                      |
| 21:00              | Lewandowski 12' (pen), 21' (pen), 23' · Gnabry 31' · Müller 54', 83' · Sané 86' | Relatório | Kjærgaard 70'     | Público: 25 000 Árbitro: FRA Clément Turpin |

Bayern de Munique venceu por 8–2 no placar agregado.
| 8 de março de 2022 | Liverpool | 0 – 1     | Internazionale | Anfield, Liverpool                               |
| 21:00              |           | Relatório | Martínez 62'   | Público: 51 747 Árbitro: ESP Antonio Mateu Lahoz |

Liverpool venceu por 2–1 no placar agregado.
| 9 de março de 2022 | Manchester City | 0 – 0     | Sporting | City of Manchester Stadium, Manchester        |
| 21:00              |                 | Relatório |          | Público: 51 213 Árbitro: TUR Halil Umut Meler |

Manchester City venceu por 5–0 no placar agregado.
| 9 de março de 2022 | Real Madrid           | 3 – 1     | Paris Saint-Germain | Estádio Santiago Bernabéu, Madrid           |
| 21:00              | Benzema 61', 76', 78' | Relatório | Mbappé 39'          | Público: 59 895 Árbitro: NED Danny Makkelie |

Real Madrid venceu por 3–2 no placar agregado.
| 15 de março de 2022 | Ajax | 0 – 1     | Benfica   | Johan Cruijff Arena, Amsterdão                       |
| 21:00               |      | Relatório | Núñez 77' | Público: 54 066 Árbitro: ESP Carlos del Cerro Grande |

Benfica venceu por 2–1 no placar agregado.
| 15 de março de 2022 | Manchester United | 0 – 1     | Atlético de Madrid | Old Trafford, Manchester                   |
| 17:00               |                   | Relatório | Renan Lodi 41'     | Público: 73 008 Árbitro: SVN Slavko Vinčić |

Atlético de Madrid venceu por 2–1 no placar agregado.
| 16 de março de 2022 | Lille            | 1 – 2     | Chelsea                         | Stade Pierre-Mauroy, Lille                |
| 21:00               | Yılmaz 38' (pen) | Relatório | Pulisic 45+3' · Azpilicueta 70' | Público: 49 048 Árbitro: ITA Davide Massa |

Chelsea venceu por 4–1 no placar agregado.
| 16 de março de 2022 | Juventus | 0 – 3     | Villarreal                                    | Juventus Stadium, Turim                       |
| 21:00               |          | Relatório | Moreno 77' (pen) · Torres 84' · Danjuma 90+1' | Público: 30 385 Árbitro: POL Szymon Marciniak |

Villarreal venceu por 4–1 no placar agregado.

## Quartas de final
O sorteio para as quartas de final foi realizado em 18 de março de 2022. As partidas de ida serão disputadas em 5 e 6 de abril, e as partidas de volta em 12 e 13 de abril de 2022.
| Equipe 1        | Total     | Equipe 2           | 1.º jogo | 2.º jogo |
| --------------- | --------- | ------------------ | -------- | -------- |
| Chelsea         | 4–5 (pro) | Real Madrid        | 1–3      | 3–2      |
| Manchester City | 1−0       | Atlético de Madrid | 1–0      | 0−0      |
| Villarreal      | 2–1       | Bayern de Munique  | 1–0      | 1–1      |
| Benfica         | 4−6       | Liverpool          | 1–3      | 3−3      |

### Partidas de ida
| 5 de abril de 2022 | Manchester City | 1 – 0     | Atlético de Madrid | City of Manchester Stadium, Manchester     |
| 21:00              | De Bruyne 70'   | Relatório |                    | Público: 52 018 Árbitro: ROU István Kovács |

| 5 de abril de 2022 | Benfica   | 1 – 3     | Liverpool                        | Estádio da Luz, Lisboa                         |
| 21:00              | Núñez 49' | Relatório | Konaté 17' · Mané 34' · Díaz 87' | Público: 59 633 Árbitro: ESP Jesús Gil Manzano |

| 6 de abril de 2022 | Chelsea     | 1 – 3     | Real Madrid           | Stamford Bridge, Londres                    |
| 21:00              | Havertz 40' | Relatório | Benzema 21', 24', 46' | Público: 38 689 Árbitro: FRA Clément Turpin |

| 6 de abril de 2022 | Villarreal | 1 – 0     | Bayern de Munique | Estádio de La Cerámica, Vila-real           |
| 21:00              | Danjuma 8' | Relatório |                   | Público: 21 626 Árbitro: ENG Anthony Taylor |

### Partidas de volta
| 12 de abril de 2022 | Bayern de Munique | 1 – 1     | Villarreal    | Allianz Arena, Munique                     |
| 21:00               | Lewandowski 52'   | Relatório | Chukwueze 88' | Público: 70 000 Árbitro: SVK Slavko Vinčić |

Villarreal venceu por 2–1 no placar agregado.
| 12 de abril de 2022 | Real Madrid               | 2 – 3 (pro) | Chelsea                              | Estádio Santiago Bernabéu, Madrid             |
| 21:00               | Rodrygo 80' · Benzema 96' | Relatório   | Mount 15' · Rüdiger 51' · Werner 75' | Público: 59 839 Árbitro: POL Szymon Marciniak |

Real Madrid venceu por 5–4 no placar agregado.
| 13 de abril de 2022 | Liverpool                     | 3 – 3     | Benfica                               | Anfield, Liverpool                            |
| 21:00               | Konaté 21' · Firmino 55', 65' | Relatório | Ramos 32' · Yaremchuk 73' · Nuñez 82' | Público: 51 373 Árbitro: NED Serdar Gözübüyük |

Liverpool venceu por 6–4 no placar agregado.
| 13 de abril de 2022 | Atlético de Madrid | 0 – 0     | Manchester City | Estádio Wanda Metropolitano, Madrid         |
| 21:00               |                    | Relatório |                 | Público: 65 675 Árbitro: GER Daniel Siebert |

Manchester City venceu por 1–0 no placar agregado.

## Semifinais
O sorteio das semifinais foi realizado em 18 de março de 2022, após o sorteio das quartas de final. As partidas de ida foram disputadas em 26 e 27 de abril, e as partidas de volta em 3 e 4 de maio de 2022.
| Equipe 1        | Total     | Equipe 2    | 1.º jogo | 2.º jogo |
| --------------- | --------- | ----------- | -------- | -------- |
| Manchester City | 5-6 (pro) | Real Madrid | 4–3      | 3–1      |
| Liverpool       | 5–2       | Villarreal  | 2–0      | 3–2      |

### Partidas de ida
| 26 de abril de 2022 | Manchester City                                                   | 4 – 3     | Real Madrid                                  | City of Manchester Stadium, Manchester     |
| 21:00               | De Bruyne 2' · Gabriel Jesus 11' · Foden 53' · Bernardo Silva 74' | Relatório | Benzema 33', 82' (pen) · Vinícius Júnior 55' | Público: 52 217 Árbitro: ROU István Kovács |

| 27 de abril de 2022 | Liverpool                       | 2 – 0     | Villarreal | Anfield, Liverpool                            |
| 21:00               | Estupiñán 53' (g.c.) · Mané 55' | Relatório |            | Público: 51 586 Árbitro: POL Szymon Marciniak |

### Partidas de volta
| 3 de maio de 2022 | Villarreal            | 2 – 3     | Liverpool                         | Estádio de La Cerámica, Vila-real           |
| 21:00             | Dia 3' · Coquelin 41' | Relatório | Fabinho 62' · Díaz 67' · Mané 74' | Público: 23 665 Árbitro: NED Danny Makkelie |

Liverpool venceu por 5–2 no placar agregado.
| 4 de maio de 2022 | Real Madrid                            | 3 – 1 (pro) | Manchester City | Estádio Santiago Bernabéu, Madrid           |
| 21:00             | Rodrygo 90', 90+1' · Benzema 95' (pen) | Relatório   | Mahrez 73'      | Público: 61 416 Árbitro: ITA Daniele Orsato |

Real Madrid venceu por 6–5 no placar agregado.

## Final
A final será disputada em 28 de maio de 2022, no Stade de France, em Saint-Denis. Um sorteio foi realizado em 18 de março de 2022, após os sorteios das quartas e das semifinais, para determinar o time "da casa" para fins administrativos.
| 28 de maio de 2022 | Liverpool | 0 – 1     | Real Madrid         | Stade de France, Saint-Denis                |
| 21:36              |           | Relatório | Vinícius Júnior 59' | Público: 75 000 Árbitro: FRA Clément Turpin |